# Joseph Mattau
Jean-Baptiste-Joseph Mattau est un chanteur, musicien et danseur belge né à Bruxelles le 13 avril 1788 et mort dans cette même ville le 5 août 1867.

## Biographie
Fils d'un musicien bâlois établi dans les Pays-Bas autrichiens, Mattau s'installe en 1807 comme professeur de chant à Zottegem, puis embrasse la carrière militaire comme musicien et chef d'orchestre au 72e régiment, avec lequel il parcourt l'Europe. Il va ensuite suivre les enseignements du maître de danse Antoine Coulon à Paris et revient à Bruxelles vers 1829, où il s'installe comme maître de danse. Il fait publier dans la gazette l'annonce suivante : Le sieur Mattau, arrivant de Paris, où il a étudié sous les meilleurs maîtres et d'après les méthodes les plus nouvelles, enseigne en quinze leçons la danse dans sa perfection aux enfants de six ans comme aux hommes de quarante, au sexe le plus lourd comme au plus léger.
En 1842, il est nommé directeur des bals de la cour de Léopold Ier, fonction qu'il occupera jusqu'à sa mort.
En 1844, il invente le mattauphone, perfectionnement du glassharmonica de Benjamin Franklin. D'abord dénommé « harmonica-Mattau », l'instrument porte successivement les noms de « scyphiphone-Mattau », « hydromattauphone », puis « mattauphone ». En 1855, Mattau ira présenter son invention à l'Exposition universelle de Paris. Son instrument éveille la curiosité du public et lui vaut une certaine popularité, notamment l'intérêt de Rossini.